# Nordstraße 29 (Korschenbroich)

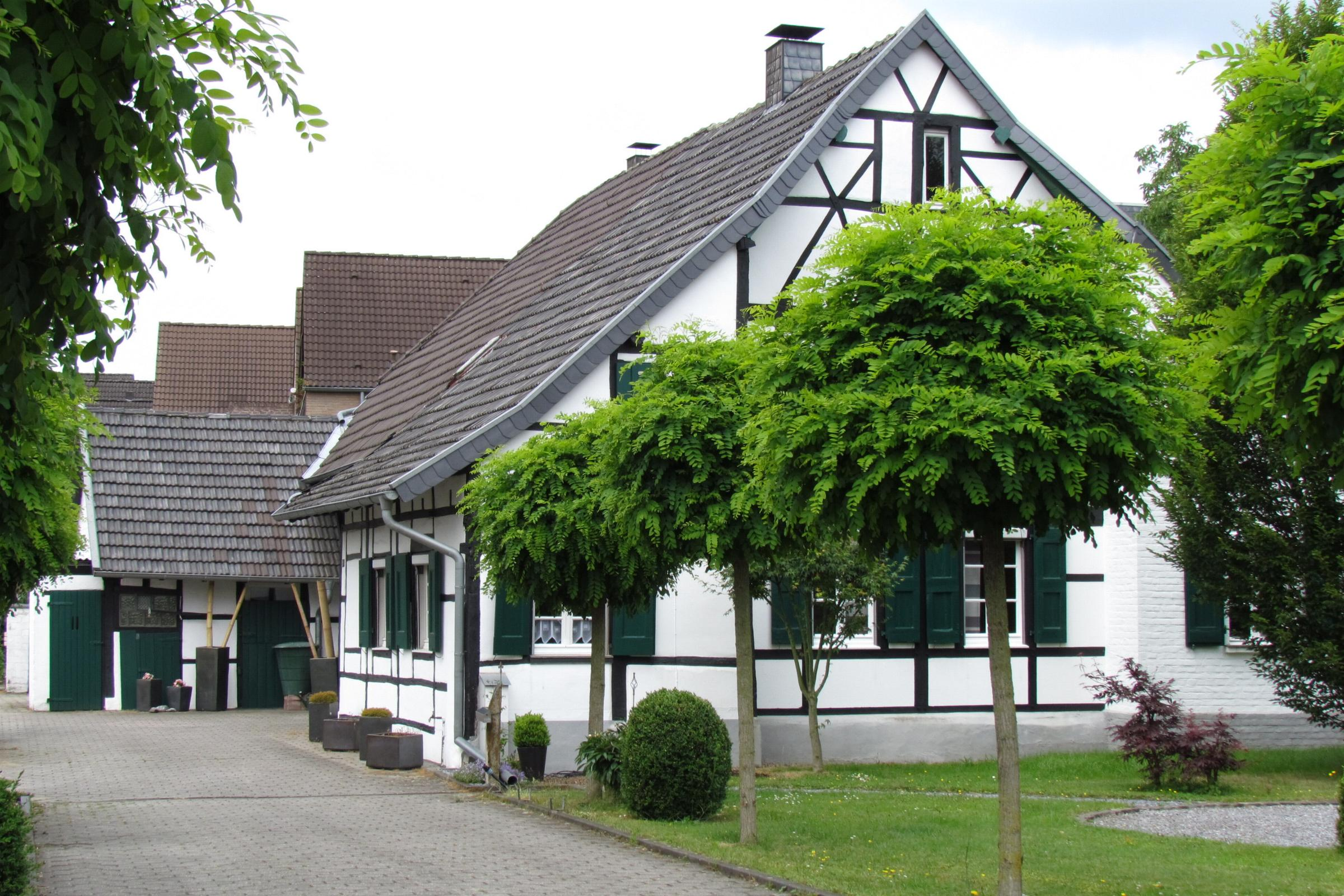
Ehemaliges Wohn-Stall-Haus

Das ehemalige Wohn-Stall-Haus Nordstraße 29 steht im Stadtteil Kleinenbroich in Korschenbroich  im Rhein-Kreis Neuss in Nordrhein-Westfalen.
Das Gebäude wurde Ende des 17. Jahrhunderts erbaut und unter Nr. 028 am 23. August 1985 in die Liste der Baudenkmäler in Korschenbroich eingetragen.

## Architektur
Es handelt sich um ein ehemaliges Wohnstallhaus in Fachwerkbauweise. Der zweigeschossige Ständerbau hat vorkragende Abseiten. Das Gebäude wurde im 19. Jh. verändert, rechte Abseite verputzt, Fachwerk im Mittelteil durch sich überkreuzende Querstreben gekennzeichnet.